# 泰朗
泰朗（法語：Teyran，法語發音：[tɛʁɑ̃] ⓘ）是法国埃罗省的一个市镇，属于蒙彼利埃区。

## 地理
泰朗（43°41'3"N, 3°55'41"E）面积10.04 平方千米，位于法国奧克西塔尼大區埃罗省，该省份为法国南部沿海省份，南濒地中海，西南接奥德省，西北接塔恩省和阿韦龙省，东北与加尔省接壤。
与泰朗接壤的市镇（或旧市镇、城区）包括：居扎尔格、雅库、阿萨斯、克拉皮耶、勒克雷斯、旺达尔盖、卡斯特里。
泰朗的时区为UTC+01:00、UTC+02:00（夏令时）。

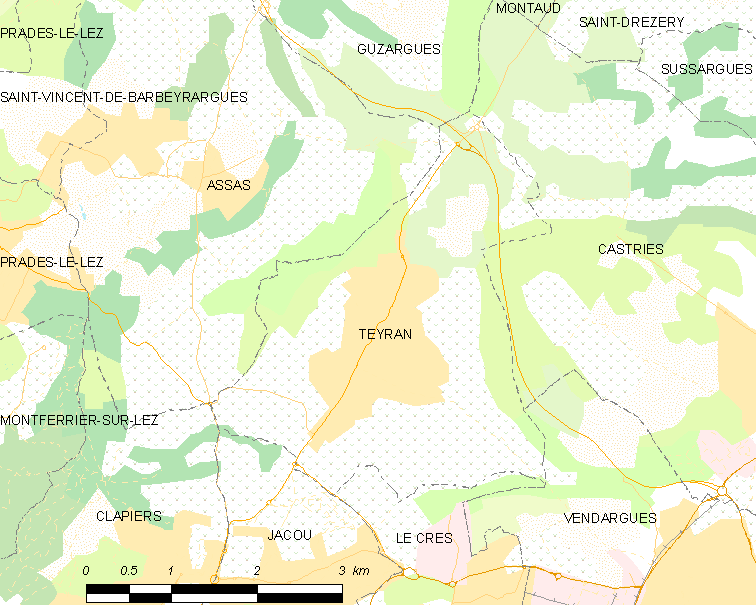
泰朗的OSM定位图

## 行政
泰朗的邮政编码为34820，INSEE市镇编码为34309。

## 政治
泰朗所属的省级选区为圣热利迪费斯克县。

## 人口

1962-2008年间泰朗人口变化图示

泰朗于2022年1月1日时的人口数量为4729人。